# Paramartyria baishanzuna
Paramartyria baishanzuna là một loài bướm đêm thuộc họ Micropterigidae. Nó được Yang miêu tả năm 1995. Nó được tìm thấy ở tỉnh Chiết Giang của Trung Quốc.